# جوني هيو
جوني هيو (بالإنجليزية: Johnny Vaughan)‏ هو مقدم برامج إذاعية ومقدم تلفزيوني بريطاني، ولد في 16 يوليو 1966 في Chipping Barnet ‏ في المملكة المتحدة.

## وصلات خارجية
- جوني هيو على موقع IMDb (الإنجليزية)
- جوني هيو على موقع ميوزك برينز (الإنجليزية)
- جوني هيو على موقع قاعدة بيانات الفيلم (الإنجليزية)